# Putifigari
Putifigari (Sard Putifigari) és un municipi italià, dins de la província de Sàsser. L'any 2007 tenia 732 habitants. Es troba a la regió del Tataresu. Limita amb els municipis de l'Alguer, Ittiri, Uri i Villanova Monteleone.

## Administració
| Període | Identitat       | Partit        |
| ------- | --------------- | ------------- |
| 2006-   | Giancarlo Carta | Llista cívica |